# Stazione di Soleminis
La stazione di Soleminis è una fermata ferroviaria al servizio del comune di Soleminis, lungo la ferrovia Cagliari-Isili.

## Storia
Lo scalo fu realizzato con caratteristiche di stazione negli anni ottanta dell'Ottocento durante la fase di costruzione della ferrovia da parte della Società italiana per le Strade Ferrate Secondarie della Sardegna, venendo inaugurato il 15 febbraio 1888. Le SFSS furono anche la prima concessionaria della linea ed ebbero quindi in carico la gestione della stazione sino al 1921, quando la concessione passò alla Ferrovie Complementari della Sardegna, a cui seguirono nel 1989 la Ferrovie della Sardegna (dal 2008 come ARST Gestione FdS) e nel 2010 l'ARST.
Sempre nel 2010 lo scalo fu sottoposto a lavori di ristrutturazione svolti in contemporanea alla sostituzione dell'armamento sulla Cagliari-Isili: l'intervento portò alla dismissione dello scalo merci dell'impianto (già in disuso da alcuni lustri), alla realizzazione di una nuova banchina e soprattutto alla trasformazione della stazione in fermata, con la rimozione di tutti i binari al di fuori di quello di corsa.

## Strutture e impianti
Dal 2010 l'impianto, posto nella parte ovest di Soleminis, presenta caratteristiche di fermata passante: per questo è presente il solo binario di corsa a scartamento da 950 mm, affiancato da una banchina dalla lunghezza complessiva di circa cento metri.
Prima degli interventi degli anni dieci lo scalo era invece configurato come stazione e comprendeva anche un binario di incrocio ed un tronchino terminante nel dismesso scalo merci, che si componeva anche di un piano caricatore e di un magazzino merci. Quest'ultimo risulta adiacente all'edificio principale dell'impianto, il fabbricato viaggiatori (chiuso al pubblico), costruzione caratterizzata dai canoni architettonici tipici degli edifici di stazione realizzati dalle SFSS a fine Ottocento: si tratta di un fabbricato a pianta rettangolare con sviluppo su due piani, avente in origine un tetto a falde in laterizi (poi sostituito da una terrazza), con tre accessi sui lati maggiori.

## Movimento
Con riferimento all'orario del primo semestre 2017 la fermata è servita dai treni dell'ARST in esercizio lungo la porzione della Cagliari-Isili aperta al traffico ferroviario tra le stazioni di San Gottardo a Monserrato ed Isili. Complessivamente sono effettuate diciassette corse in direzione nord e diciannove verso sud nei giorni feriali, mentre non vengono svolte relazioni nei festivi.

## Servizi
Nel fabbricato viaggiatori dell'impianto erano ospitati alcuni servizi all'utenza, tra cui una biglietteria a sportello, i servizi igienici ed una sala d'attesa, non più a disposizione dell'utenza stante l'impresenziamento dell'impianto.

## Interscambi
Nei pressi del bivio di accesso all'impianto è presente una fermata delle autolinee dell'ARST, che effettuano il collegamento della fermata con Cagliari ed altri centri limitrofi.
- Fermata autobus